# Laetmatophilus hala
Laetmatophilus hala är en kräftdjursart som beskrevs av J. L. Barnard 1970. Laetmatophilus hala ingår i släktet Laetmatophilus och familjen Podoceridae. Inga underarter finns listade i Catalogue of Life.